# RNC開局記念45周年特別番組 45時間ぶっとおしラジオ・ありがとうからの出発
RNC開局45周年特別番組 45時間ぶっとおしラジオ・ありがとうからの出発(アールエヌシーかいきょくよんじゅうごしゅうねんとくべつばんぐみ よんじゅうごじかんぶっとおしらじお ありがとうからのしゅっぱつ)は、西日本放送（RNCラジオ）が開局45周年の1998年11月に生放送された長時間特別番組。1998年11月27日金曜の18:00から1998年11月29日日曜の15:00までの45時間放送された。

## タイムテーブル
※時間は目安。一部で中断番組があるが、NRN・JRNネット番組は●、その他は▲

### 初日
- 18:00 オープニング・アナウンサー全員集合
- 19:00 3・9ラジオ
- 24:40 ぽっぷん王国●
- 25:00 西川貴教のオールナイトニッポン●
- 27:00 ありがとう感動を!

### 2日目
- 6:15 宗教番組▲
- 6:30 大学公開講座▲
- 7:00 トップ登場!ラジオと私
- 8:50 ラジオ文芸館▲
- 9:15 音楽にありがとう
- 12:20 株式情報▲
- 12:30 児島競艇情報▲
- 12:35 競馬倶楽部▲
- 13:00 45時間どまんなか 不登校を考える・フリースクールリポート
  - 14:30 四国シーサイドステーション▲
- 17:45 ウィークエンドネットワーク●
- 18:45 ありがとうテレマッチでパー
- 23:30 ラジオ増刊 TJ Kagawa「そんなわけ・ね〜だろ!」RETURNS
- 25:00 オールナイトニッポン●
- 27:00 深夜の井戸端アワー

### 3日目・最終日
- 7:00 読売新聞ニュース・四国新聞ニュース
- 7:25 世相ホットライン ハイ!竹村健一です●
- 8:00 サンキュー・フォー・ザ・ミュージック
- 10:00 45時間おつきあいくださりありがとう
- 14:55 グランドフィナーレ